# Tågsjön (Junsele socken, Ångermanland)
Tågsjön är en sjö i Sollefteå kommun i Ångermanland och ingår i Ångermanälvens huvudavrinningsområde. Sjön har en area på 0,113 kvadratkilometer och ligger 192,5 meter över havet. Vid provfiske har abborre, gädda och mört fångats i sjön.

## Delavrinningsområde
Tågsjön ingår i det delavrinningsområde (706274-154628) som SMHI kallar för Utloppet av Tågsjön. Medelhöjden är 205 meter över havet och ytan är 1,6 kvadratkilometer. Det finns inga avrinningsområden uppströms utan avrinningsområdet är högsta punkten. Vattendraget som avvattnar avrinningsområdet har biflödesordning 3, vilket innebär att vattnet flödar genom totalt 3 vattendrag innan det når havet efter 110 kilometer. Avrinningsområdet består mestadels av skog (69 procent) och öppen mark (15 procent). Avrinningsområdet har 0,11 kvadratkilometer vattenytor vilket ger det en sjöprocent på 7 procent.